# Przysiecz
Przysiecz [pronunciación en polaco: /ˈpʂɨɕet͡ʂ/] (en alemán: Przyschetz, 1931-1945 Lichtenwalde) es un pueblo ubicado en el distrito administrativo de Gmina Prószków, dentro del Condado de Opole, Voivodato de Opole, en el sur de Polonia occidental. Se encuentra aproximadamente a 2 kilómetros al suroeste de Prószków y a 13 kilómetros al suroeste de la capital regional Opole.
Antes de 1945, el área fue parte de Alemania.
El pueblo tiene una población de 563 habitantes.